# 黑瞎子岛镇
黑瞎子岛镇是中华人民共和国黑龙江省佳木斯市抚远市下辖的一个镇。

## 行政区划
黑瞎子岛镇下辖以下村级行政区划单位：
南岗村、东安村、东富村和东升村。